# Сара Џефри
Сара Мари Џефри (рођена 3. априла 1996) је канадска глумица, певачица и плесачица. Позната је по својој улози у NBCевој серији Нијансе плаве и Дизнијевој франшизи Наследници. Од 2018. глуми Меги Вегу у CW серији Чари.

## Детињство и младост
Џефри је рођена у Ванкуверу , Британској Колумбији. Џефри је певала, глумила, и плесала у мјузиклима и позоришним представама од када је имала три године.

## Каријера
Џефрина прва велика улога је била у филму Ванземаљци у кући. Након тога, добила је улогу у DirecTV серији Rogue. После се прикључила као глумица у Fox sci-fi драми Wayward Pines где је глумила Ејми,.
У 2015., Џефри је добила улогу принцезе Одри, ћерке Ауроре, у Дизнијевом филму, Descendants. Поново ју је глумила у анимираном наставку филма Descendants: Wicked World. У 2019., поновила је улогу по трећи пут у Descendants 3.
Од јануара 2016., глуми у крими серијиНијансе плаве,као Кристина Сантос, ћерку лика Џенифер Лопез; серија је обновљена за другу сезону. Исте године, Џефри је добила улогу у филму Буди Неко са Метју Еспинозом.
У фебруару 2018., Џефри је добила улогу Меги Веге у драми Чари, рибут оригиналног серијала истог имена из 1998.

## Приватан живот
Џефри је тренутно у вези са Ником Хаpгровом. У децембру 2019. је открила преко Инстаграма да има опсесивно компулсивни поремећај.

## Филмографија
| Година    | Наслов                   | Улога                             | Белешке                                                |
| --------- | ------------------------ | --------------------------------- | ------------------------------------------------------ |
| 2013      | Ванземаљци у кући        | Кејти                             | Непродат телевизијски заплет                           |
| 2013–2016 | Рогуе                    | Еви Тревис                        | Главна улога (сезоне 1–3)                              |
| 2015      | Вејвард Пајнс            | Ајми Бреслов                      | Споредна улога (сезона 1), 6 епизода                   |
| 2015      | Наследници: Школа тајни  | Принцеза Одри                     | Главна улога                                           |
| 2015      | Наследници               | Принцеза Одри                     | Дизнијев оригинални филм                               |
| 2015–2017 | Наследници: Уврнути свет | Принцеза Одри                     | Главни глас                                            |
| 2015      | Преко линије             | Џејми Краули                      | Филм; првобитно назван недовршен                       |
| 2016–2018 | Нијансе плаве            | Кристина Сантос                   | Главна улога (сезоне 1–3)                              |
| 2016      | Бити неко                | Емили Лав                         | Филм                                                   |
| 2018      | Досије икс               | Брајана Стејплтон                 | Eпизоде: "Гхоули", "Моја борба IV"                     |
| 2018      | Дафни и Велма            | Дафни Блејк                       | Уживо пренос филма                                     |
| 2018–2022 | Чари                     | Mеги Вера                         | Главна улога                                           |
| 2019      | Наследници 3             | Принцеза Одри                     | Дизнијев оригинални филм                               |
| 2019      | Робот кокошка            | Принцеза, Саманта, старица (глас) | Eпизода: "Буги Бардстаун у: Нема потребе, имам купоне" |

## Дискографија

### Албуми песама
| Наследници                                                                     | - Изашао: 31. јула 2015. године - Формати: диск, дигитално преузимање - Натпис: Волт Дизни | 1 | 1 | 57 | 178 | 102 | 50 | 19 | 50 | 36 | РИАА: Злато |
| Наследници 3                                                                   | - Изашао: 2. августа 2019. године - Формати: дигитално преузимање - Натпис: Волт Дизни     | 7 | 1 | 36 | 110 | —   | —  | —  | —  | —  |             |
| "—" означава оно што није било на листама или није изашло на датим просторима. |                                                                                            |   |   |    |     |     |    |    |    |    |             |

### Синглови
| Наслов        | Година | Врховне позиције на листама | Врховне позиције на листама | Врховне позиције на листама | Врховне позиције на листама | Album        |
| Наслов        | Година | КАН                         | ИРС                         | УК                          | САД                         | Album        |
| ------------- | ------ | --------------------------- | --------------------------- | --------------------------- | --------------------------- | ------------ |
| "Краљица Зла" | 2019   | 57                          | 83                          | 89                          | 49                          | Наследници 3 |

### Остали наступи
| "Set It Off" (ca Dove Cameron, Sofia Carson, Cameron Boyce, Booboo Stewart, Mitchell Hope, and Jeff Lewis) | 2015 |  | Наследници |
| "—" означава оно што није било на листама или није изашло на датим просторима.                             |      |  |            |

## Признања
| Година | Удружење    | Категорија                                         | Рад                   | Резутат    | Ref.   |
| ------ | ----------- | -------------------------------------------------- | --------------------- | ---------- | ------ |
| 2015   | Лео Награде | Најбоље подржан женски наступ у драматичној серији | Рогуе – "Куп де Грас" | Номинација | [ 35 ] |

## Белешке
Сет ит Офф није ушао у Билбордових хот 100, али је био шести на листи Брчкање са 100 врућих синглова.

## Eкстерни линкови
- Sarah Jeffery на веб-сајту
- Сара Џефри на веб-сајту  (језик: енглески)
- Сара Џефри на веб-сајту
- Сара Џефри на веб-сајту